# Siphonopidae
Siphonopidae (лат.) — семейство безногих земноводных, обитающих в Южной Америке. Таксон был восстановлен в 2011 году из синонимов семейства Caeciliidae, является сестринской группой по отношению к Dermophiidae.

## Описание
Общая длина представителей этого рода колеблется от 35 до 70 см. По своему строению во многом похожи на настоящих червяг — имеют вытянутую голову среднего размера, червеобразное туловище. Конечности, как и у всех безногих, отсутствуют. Отличаются лишь отсутствием внутренних зубов на нижней челюсти. Их череп имеет относительно мало костей. Окраска чёрная, коричневая или серо-чёрная со светлыми кольцами, создающими кольчатый рисунок. 

## Образ жизни
Населяют тропические леса, активны ночью. Значительную часть жизни проводят в лесной подстилке, часто зарываются в грунт. Ходы под землёй роют благодаря особому строению морды. Питаются беспозвоночными.

## Размножение
Это яйцекладущие земноводные. У личинок наружные жабры имеют форму пластинок.

## Классификация
На октябрь 2018 года в семейство включают 5 родов:
- Brasilotyphlus Taylor, 1968 — Слепые червяги
- Luetkenotyphlus Taylor, 1968 — Скрытоглазые червяги
- Microcaecilia Taylor, 1968 — Микроцецилии
- Mimosiphonops Taylor, 1968 — Обманчивые червяги
- Siphonops Wagler, 1828 — Кольчатые червяги